# 尼子富士郎
尼子 富士郎（あまこ ふじろう、1893年12月1日 - 1972年3月17日）は日本の医師、老年医学者。医学博士。

## 略歴
広島出身の医師で医学中央雑誌の創設者でもある尼子四郎の長男として山口県下松市で生まれ、まもなく一家で上京する。誠之小学校では中川一政と同級生であり、また東京高等師範学校附属中学校の受験のため夏目漱石に英語の個人教授を受けていた。
- 1906年 - 東京高等師範学校附属中学校に入学
- 1911年 - 第二高等学校三部医科に入学
- 1914年 - 東京帝国大学医学部に入学
- 1918年 - 東京帝国大学医学部を卒業し、内科（稲田龍吉）に入局[1]
- 1926年 - 新設された浴風会本園の医長に就任
- 1927年 - 医学博士
- 1928年 - 東京帝国大学医学部嘱託講師（1953年まで）、医学中央雑誌代表
- 1959年 - 浴風会病院院長
- 1968年 - 浴風会病院を退職、名誉院長[2]

## 業績
世界に先駆けて老年医学の重要性に着目し、その研究と教育の先駆者と評価されている。日本老年医学会は「尼子賞」を設けている。
その一方、父から医学中央雑誌の編集を引き継ぎ、全ての文献の採択、抄録の編集、校正に目を通し、それを優先するため生涯国外に出なかった。現在の「医中誌」の社屋は富士郎の自宅跡に建てられている。

## 人物
誠実で控えめな人柄。戦時中に浴風園が陸軍に占拠され、また応召のため医師がほとんどいない状態で献身的な貢献を続けた。囲碁、観劇を趣味とし、ゴルフ、乗馬を嗜んだ。

## 受賞
- 東京都功労者表彰（1953年、社会福祉事業）[7]
- 紫綬褒章（1963年）
- 武田医学賞（1965年）[8]
- 朝日社会奉仕賞（1965年）[6]
- 日本医師会最高優功賞（1967年）[2]

## 著書
- 『老化』医学書院、1974年。

## 論文
- 尼子富士郎「網状織内被細胞系統ト免疫體産生トノ關係」『日本内科学会雑誌』第13号、日本内科学会、1925年、1053-1054頁、doi:10.2169/naika.13.1053、ISSN 0021-5384、NAID 130000888424。
- 尼子富士郎, 岩澤治義, 岡本陽七「網状織内被細胞系統機能ノ研究」『日本内科学会雑誌』第14巻第11号、日本内科学会、1927年、1030-1032頁、doi:10.2169/naika.14.1030、ISSN 0021-5384、NAID 130000888126。
- 尼子富士郎, 鈴木茂三郎, 佐藤久助「老齡者ノ生理及病理研究(第四報告) 老齡者ノ體温呼吸數及脈搏數ニ就テ」『日本内科学会雑誌』第17巻第6号、日本内科学会、1929年、531-553頁、doi:10.2169/naika.17.531、ISSN 0021-5384、NAID 130000887055。
- 尼子富士郎「老年者の消化機能に就て」『日本消化機病学会雑誌』第34巻第4号、日本消化器病学会、1935年、207-239頁、doi:10.11405/nisshoshi1902.34.4_207、ISSN 0446-6586、NAID 130006143367。
- 村上元孝, 西川一郎, 志賀惠珠, 尼子富士郎「大動脈弁窓形成に因る楽音性心雑音」『日本循環器学誌』第14巻第5号、日本循環器学会、1950年9月、55頁、ISSN 00471828、NAID 110006627304。
- 尼子富士郎「動脈硬化症」『医療』第6巻第10号、国立医療学会、1952年、668-670頁、doi:10.11261/iryo1946.6.668、ISSN 0021-1699、NAID 130004316432。
- 尼子富士郎「老年医学の歴史」『浴風園調査研究紀要』第46号、浴風会、1967年12月、1-123頁、ISSN 03727653、NAID 40018570474。